# Cratere Taza
Taza  è un cratere sulla superficie di Marte.